# Palikur
 (octobre 2018).

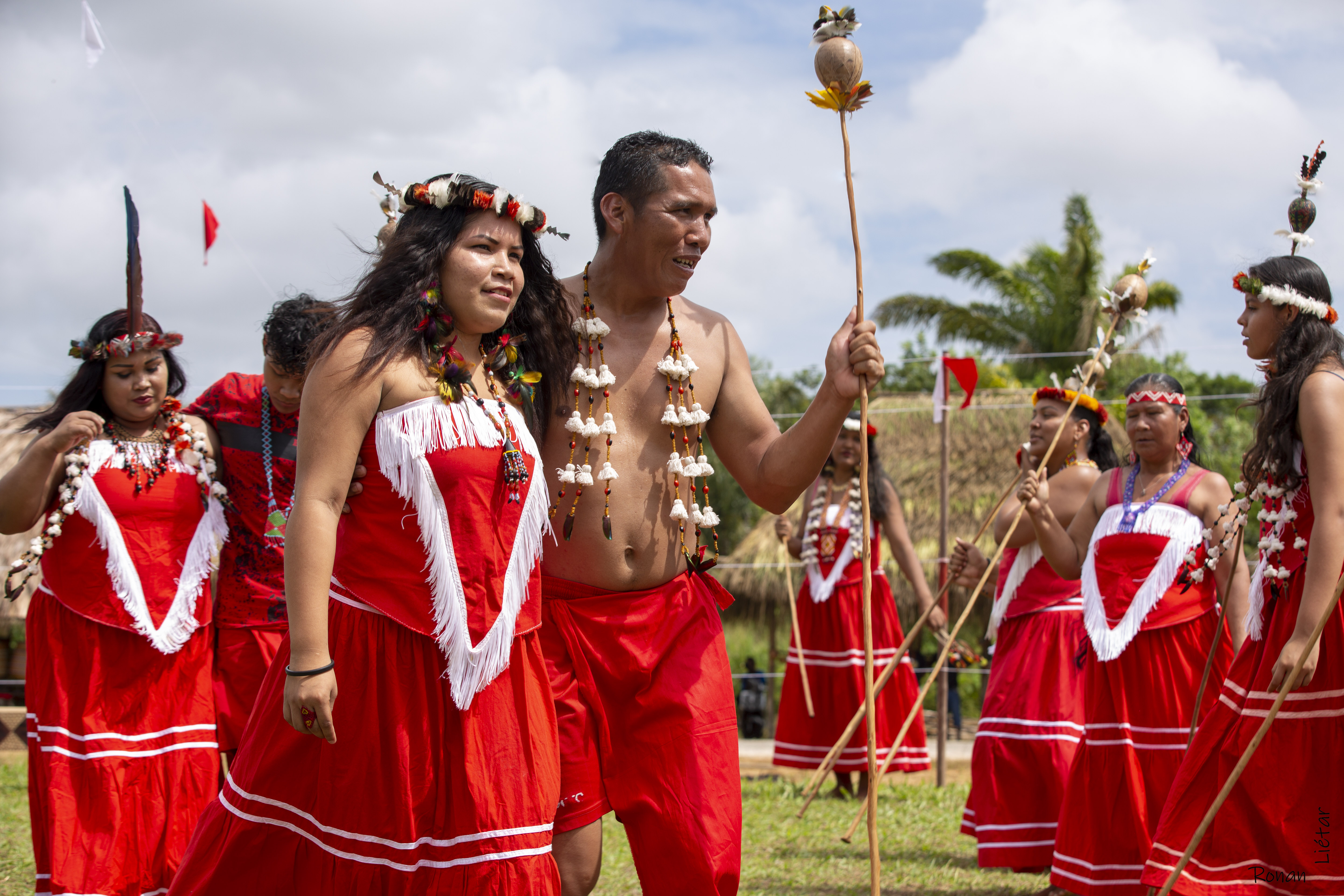
Cérémonie ancestrale des palikurs en Guyane en août 2019.

Les Palikur (ou Palikour, Palikuyene, Parikewneh) sont un peuple autochtone vivant dans le Nord de l'État brésilien d'Amapá et dans l'Est de la Guyane (Macouria, Régina, Roura et Saint-Georges-de-l'Oyapock), où ils sont l'une des six ethnies amérindiennes de Guyane.
Composé d'environ 2 300 membres (1400 recensés au Brésil en 1986 et 900 en Guyane française en 2015), c'est un peuple qui, à la fin des années 1990, était réputé peu « acculturé », mais subissant toutefois une acculturation par l'intermédiaire des missions pentecôtistes et adventistes.

## Ethnonyme
Palikurene alias Pa’ikwené est un endonyme qui signifie « le peuple du fleuve du milieu » et fait référence au rio Urucauá (en), lequel est considéré comme le foyer originel, au nord de l'actuel état d'Amapá, et se situe effectivement entre le rio Uaçá et son principal affluent gauche, le rio Curipi.
Le terme apparaît pour la première fois dans la littérature en 1513 dans l'expression Província Paricura sous la plume de Vincent Pinzón, premier explorateur de l'estuaire de l'Amazone.

## Langue

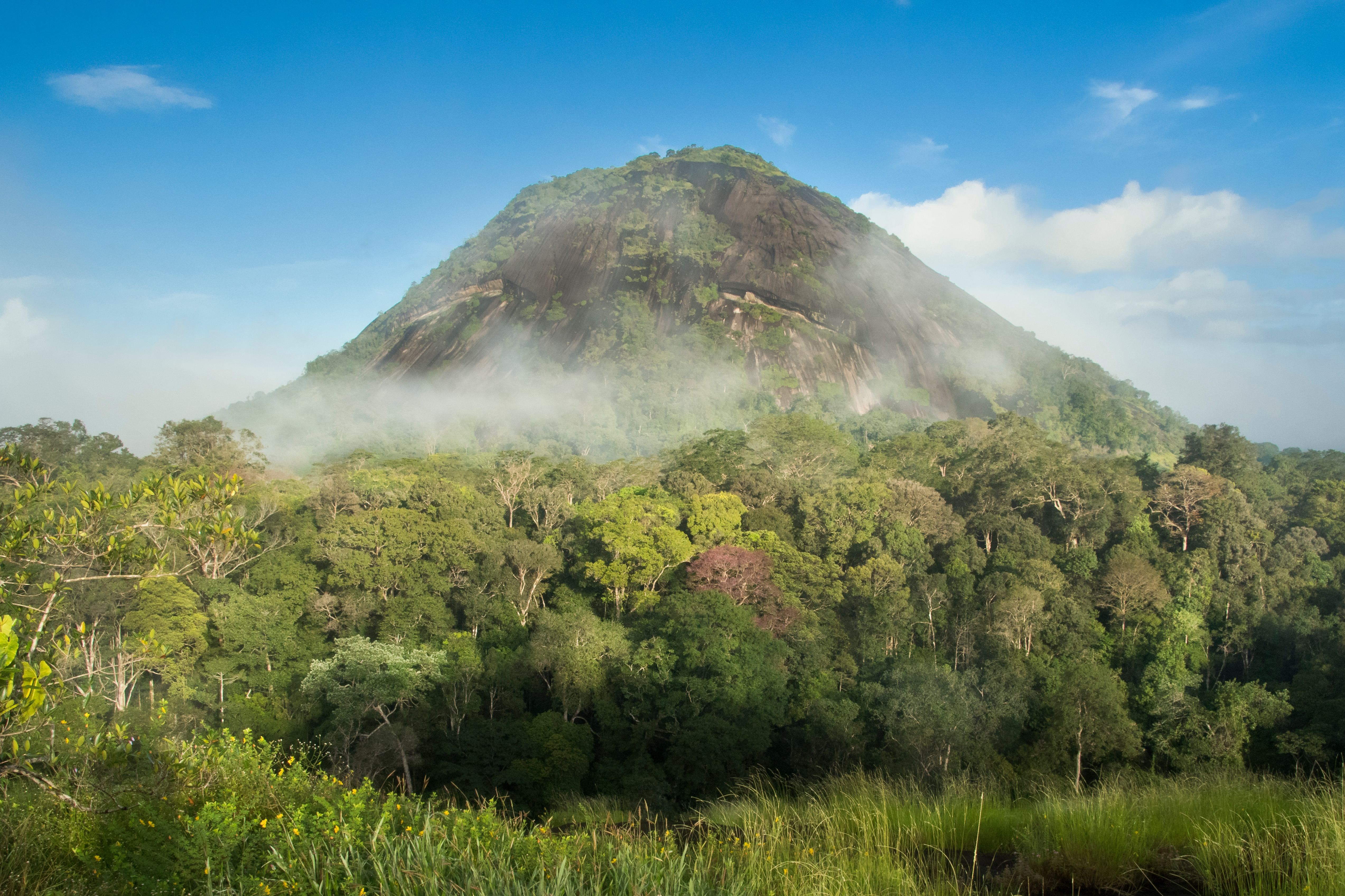
Le mont karipuna

La langue palikur fait partie de la même famille linguistique des langues arawakiennes parlées notamment par les Arawaks.
La tradition orale, en partie corroborée par l'archéologie et par les archives coloniales, rapporte que cette langue était celle d'amérindiens originaires de l'embouchure de l'Amazone, issus d'une civilisation sœur mais distincte, qui ont fui aux XVIIe et XVIIIe siècles la chasse aux esclaves et les épidémies apportées d'Europe et ont constitué au sein des populations autochtones plus préservées de la côte de l'Amapá deux des dix huit clans existant alors.

## Localisation
Les Palicoures vivent principalement près des fleuves (rio Urucaua au Brésil, bas Oyapock et sur les communes de Roura et Macouria en Guyane française) où ils peuvent être exposés aux contaminations mercurielles liées à l'orpaillage, notamment l'orpaillage en Guyane et peut-être aux cyanures si l'exploitation industrielle de l'or du sous-sol devait advenir.

## Conflit au sujet d'une mine d'or
L'administration française en 2006, n'a pas retenu les accusations de spoliation des Palikurs par le projet de création de mine à ciel ouvert sur leur territoire par la société Cambior, au motif qu'une convention signée le 18 août 2006 par Cambior (en) avec des représentants dûment mandatés de cette communauté offre une garantie de légalité, mais une mission d'inspection a demandé que « quel que soit le devenir du projet Cambior, il conviendra que des réponses soient données à diverses demandes légitimes de cette communauté adressées à l’État ou aux collectivités territoriales ».

## Cérémonies

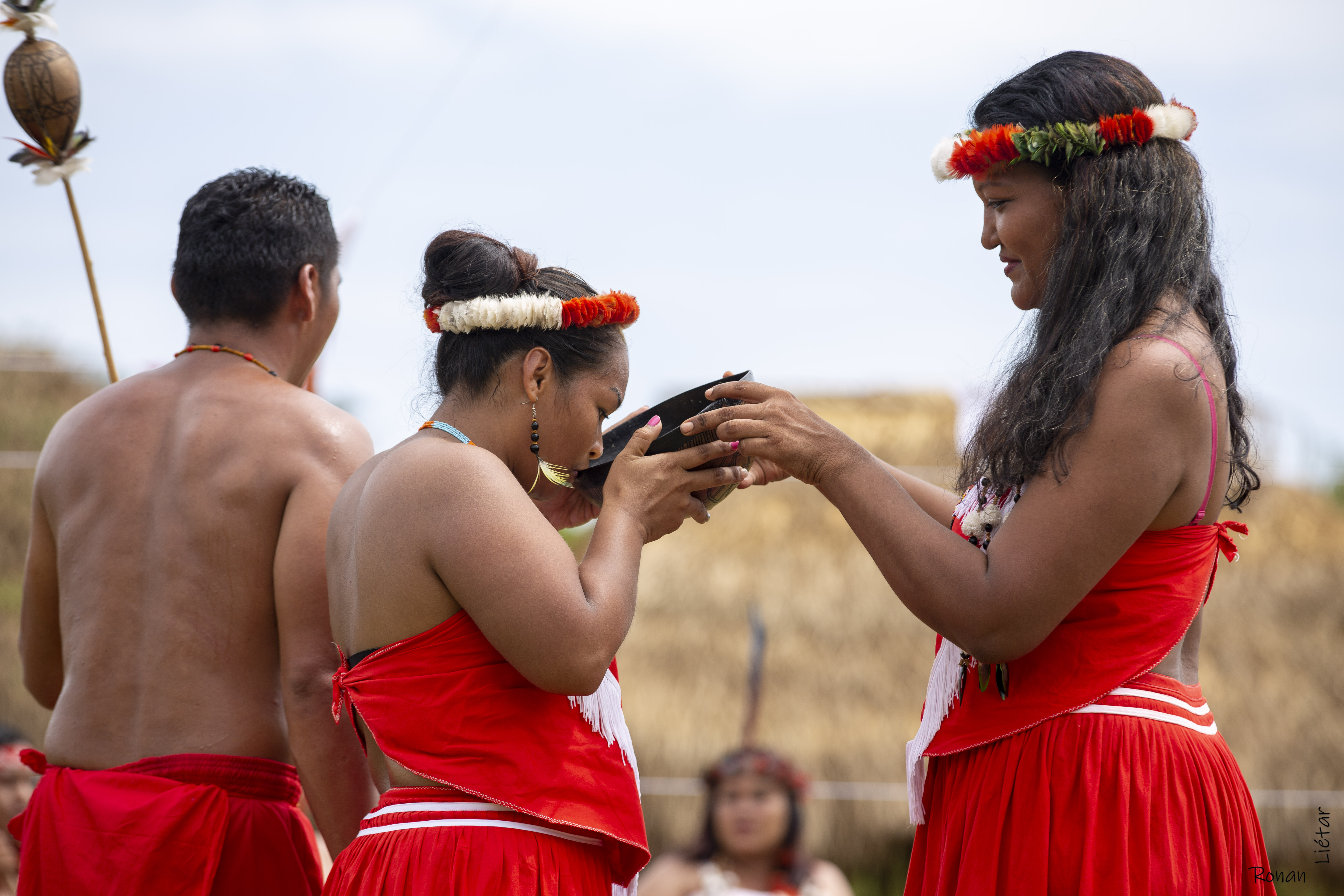
Cérémonie Palikur. Danseurs et danseuses boivent une bière dite cassava. Aout 2019.
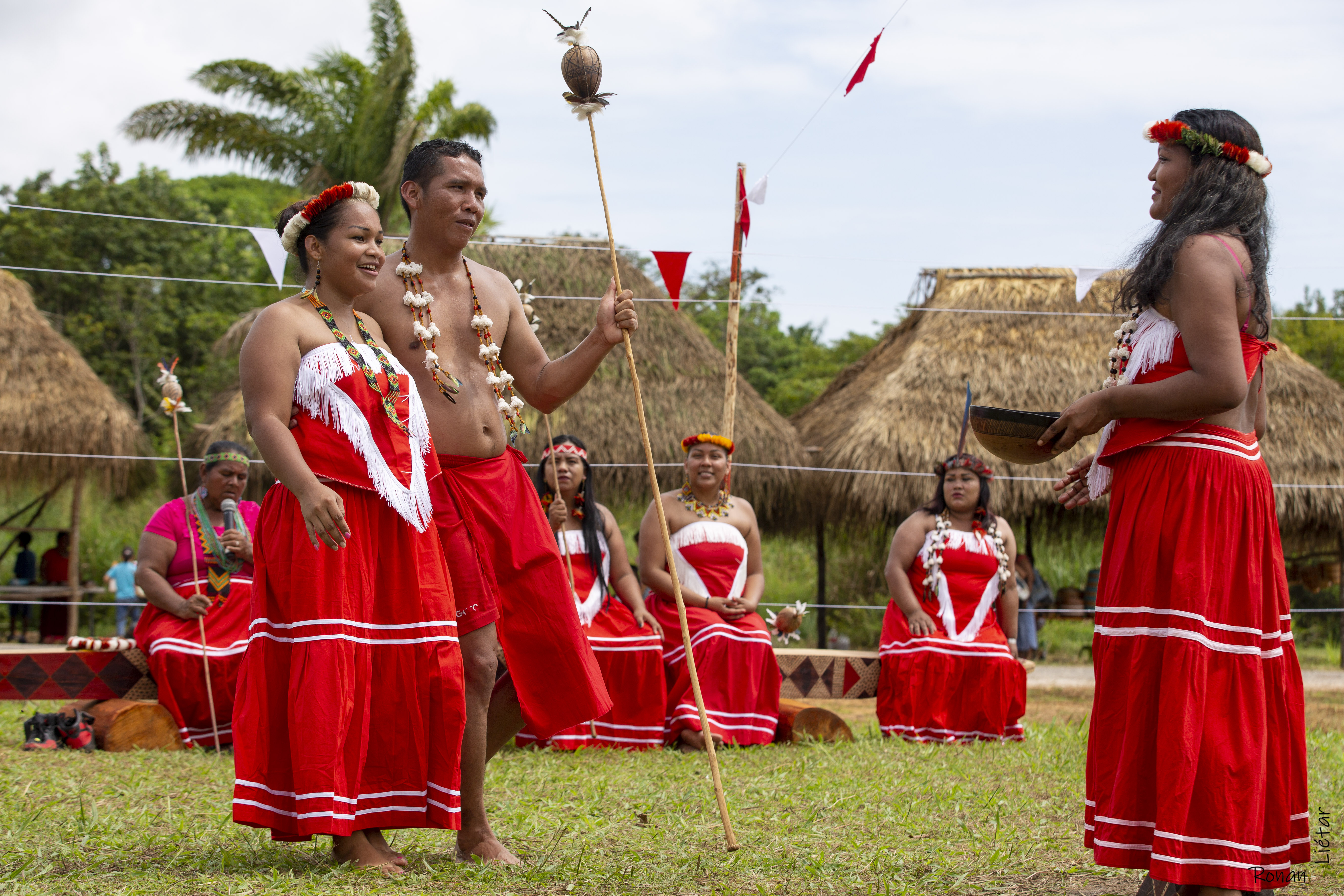
Les danseurs sont invités à boire une bière traditionnelle dite "Cassava" en août 2019.
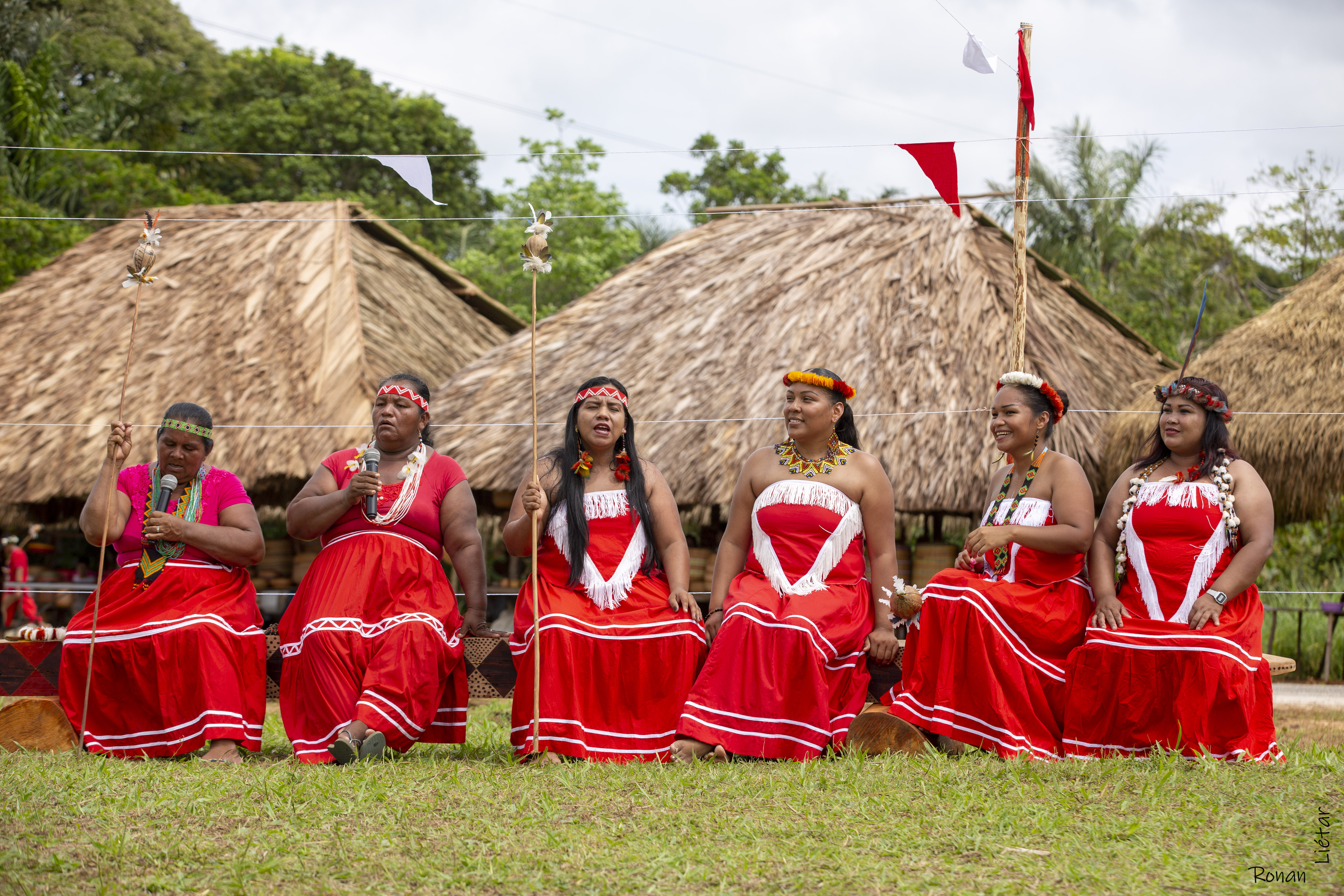
Chant traditionnel au cours d'une cérémonie Palikur en août 2019.

### Littérature orale
- Mauricienne Fortino et Michel Launey, L'ancien et le Wahamwi : récits palikur d'animaux fabuleux d'Amazonie, Guyane, L'Harmattan, 2008, 99 p..

### Études
- (pt) Expedito Arnaud, Os índios Palikúr do rio Urucauá : tradição tribal e protestantismo, Belém, Pará, Brasil, Conselho Nacional de Desenvolvimento Científico e Tecnológico, Museu Paraense Emílio Goeldi, 1984, 82 p.
- (pt) Artionka Capiberibe, Batismo de fogo : os Palikur e o cristianismo, Sao Paulo, Annablume, 2007, 276 p. (ISBN 978-85-7419-710-4)
- Françoise Grenand (dir.), Encyclopédies palikur, wayana & wayãpi : langue, milieu et histoire, Orléans, Éditions du Comité des Travaux Historiques et Scientifiques, Presses universitaires d'Orléans, 2009, 118 p. (ISBN 978-2-7355-0692-7)
- Michel Launey, Awna parikwaki. Introduction à la langue palikur de Guyane et de l'Amapá, Paris, IRD Éditions, 2004, 256 p. (ISBN 2-7099-1530-8, présentation en ligne)
- Marie-Pierre Lucquin-Hanotte, Les Amérindiens Palikurs et la médecine à travers une expérience en Guyane (thèse de médecine), Université Bordeaux 2, 2000, 182 p.
- Mario Mattioni, Palikurene : terre des Palicours, Pointe-à-Pitre, Centre universitaire des Antilles et de la Guyane, 1975, 115 p.
- Curt Nimuendaju (trad. de l'allemand par Wolfgang Steiner & Joëlle Lecler), Les Indiens Palikur et leurs voisins, Paris et Orléans, Comité des travaux historiques et scientifiques et Presses universitaires d'Orléans, 2008, 183 p. (ISBN 978-2-7355-0674-3)

## Sources
1. ↑  Stéphane Mazières, « Le peuplement amérindien de la Guyane française : apport des marqueurs moléculaires. », in Biological anthropology, Université Paul Sabatier, Toulouse, septembre 2006.
2. ↑  C. Nimuendajú, « Die Palikur Indianer ünder ihre Nacbarn.», in Handblad, no 31, Kongl. Vet. Vitt. (sv), Gothembourg, juin 1926
3. ↑  Pierre Grenand & Françoise Grenand, « La côte d'Amapa, de la bouche de l'Amazonie à la baie d'Oyapock, à travers la tradition orale Palikur », in Boletim, série "Antropologia", 3, 1, p. 1-77, Musée du Pará Emílio-Goeldi, Belém, 1987.

#### Exploitation aurifère et orpaillage illégal
- Exploitation aurifère en Guyane, Montagne d'or
- Opération Anaconda en Guyane, Opération Harpie

#### Droit international
- Anthropologie juridique, Coutume, Savoirs traditionnels
- Peuple autochtone, Droit des peuples autochtones (Déclaration des droits des peuples autochtones)
- Génocide culturel, Génocide des peuples autochtones
- Terra nullius, Doctrine de la découverte, Colonialisme, Colonisation, Décolonisation, Néocolonialisme, Droit des peuples à disposer d'eux-mêmes

#### Études théoriques
- Études postcoloniales, Guerres de l'histoire